# Rubus chamaearrhenii
Rubus chamaearrhenii là loài thực vật có hoa trong họ Hoa hồng. Loài này được (Focke) Vannerom miêu tả khoa học đầu tiên năm 1992.